# 占守郡
- 令制国一覧 > 北海道 (令制) > 千島国 > 占守郡
- 日本 > 北海道 > 根室支庁 > 占守郡

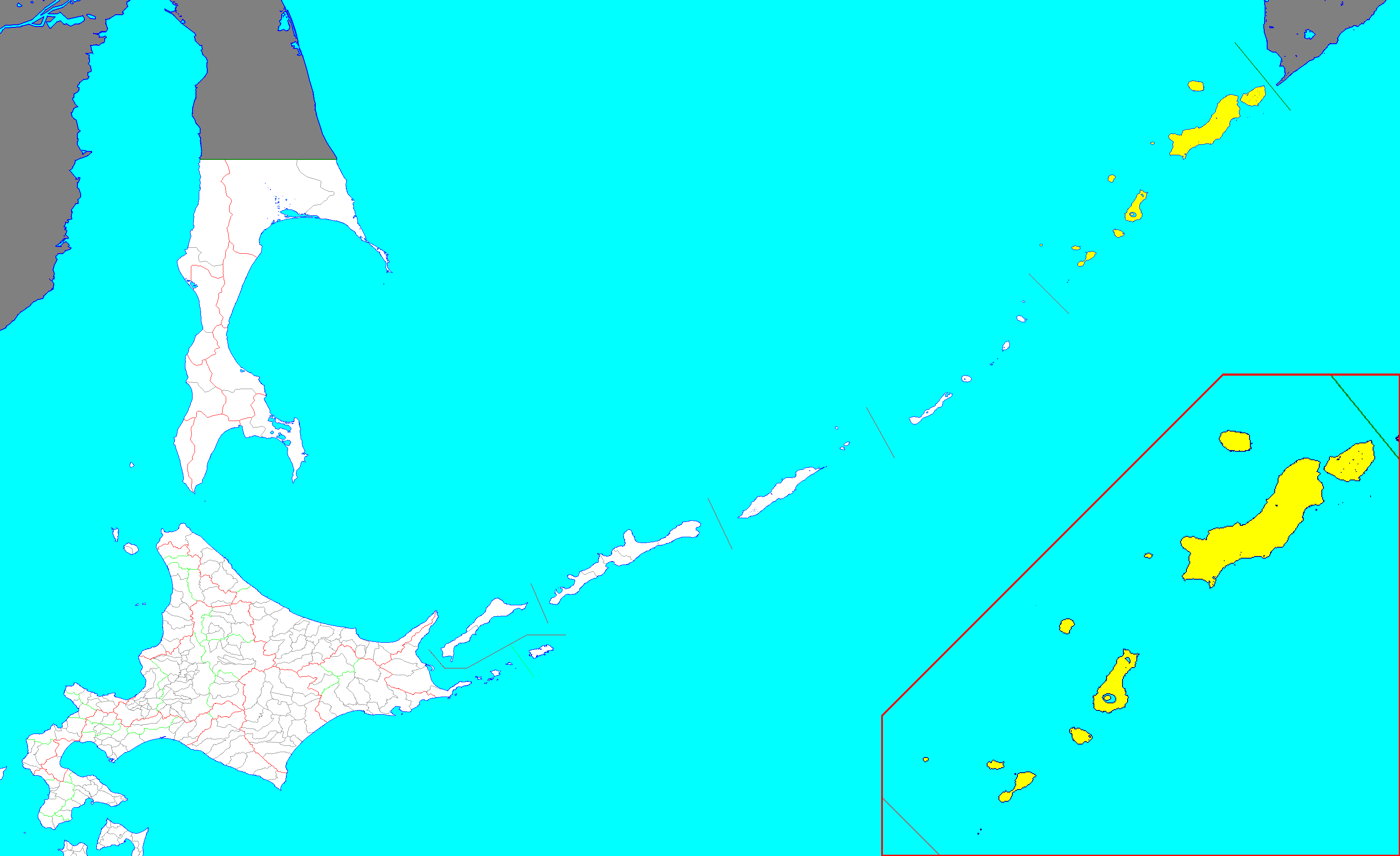
北海道占守郡の位置（黄：発足時）

占守郡（しゅむしゅぐん）は、北海道（千島国）根室支庁にあった郡。
人口1,805人（1940年）、面積3,291km²。
当該地域の領有権に関する詳細は千島列島#領土問題を参照。

## 概要
全域が千島列島北部の島嶼で構成され、町村制が施行されなかったため所属町村はない。2010年まで日本の一部法令に名称だけが残存していた。
中心集落は幌筵島の柏原で、駐在所や郵便局（季節開業）など行政機関が置かれた。そのほか加熊別、村上、摺鉢などには集落や缶詰工場が建てられた。さらに占守島の片岡でも缶詰工場が操業するなど、北洋漁業の基地として栄え、夏期期間には函館や小樽から命令航路の船が通うなど、中部千島以北で最多の定住者を数えた。
本郡の東端は東経155度線を越えるが、東経135度を基準とする日本中央標準時（UTC+9）を用いていた。

## 郡域
1876年（明治9年）から2010年（平成22年）まで変更なし（並び順は北から）。
- 占守海峡（カムチャツカ半島ロパートカ岬と占守島との間の海峡。占守郡の北限）

- 占守島（シムシュ島）
  - 幌筵海峡（パラムシル海峡。占守島と幌筵島との間の海峡）
- 幌筵島（パラムシル島）
  - 磐城海峡（イワキ海峡。幌筵島と阿頼度島との間の海峡）
- 阿頼度島（アライド島）
  - 志林規海峡（シリンキ海峡。幌筵島と志林規島との間の海峡）
- 志林規島（シリンキ島）
  - 温禰古丹海峡（オンネコタン海峡。幌筵島と温禰古丹島との間の海峡）
- 温禰古丹島（オンネコタン島）
  - 大和水道（ヤマト水道。温禰古丹島と磨勘留島との間の海峡）
- 磨勘留島（マカンル島）
  - 春牟古丹海峡（ハリムコタン海峡。温禰古丹島と春牟古丹島との間の海峡）
- 春牟古丹島（ハリムコタン島）
  - 捨子古丹海峡（シャスコタン海峡。春牟古丹島と捨子古丹島との間の海峡）
- 捨子古丹島（シャスコタン島）
  - 越渇磨海峡（エカルマ海峡。捨子古丹島と越渇磨島との間の海峡）
- 越渇磨島（エカルマ島）
- 知林古丹島（チリンコタン島）
- 牟知列岩（ムシル列岩）
  - 牟知海峡（ムシル海峡。牟知列岩と雷公計島との間の海峡。占守郡の南限） - 別名Kruzenshtern海峡（クルーゼンシュテルン海峡）、最大水深1,900メートル。

## 沿革
- 明治9年（1876年）1月14日 - 占守郡が設置され、千島国の所属となる[3]。
- 明治11年（1878年 ）8月 - 占守島の千島アイヌ（首長アレキサンドル・プリチンまたはチェルヌイ）が日本国籍を取得[4]。羅処和島（ラサワ島）の千島アイヌ（副首長ヤコフ・ストロゾフ）も日本国籍を取得し、後に合流。
- 明治12年（1879年）7月23日 - 郡区町村編制法の北海道での施行により、行政区画としての占守郡が発足。
- 明治13年（1880年）7月 - 根室郡外八郡役所（根室花咲野付標津目梨国後得撫新知占守郡役所）の管轄となる。
- 明治15年（1882年）2月8日 - 廃使置県により根室県の管轄となる。
- 明治17年（1884年）7月6日 - 占守島の千島アイヌ全員（97人、20世帯）を色丹島に定住させ、郡内は無人となる[5]。
- 明治18年（1885年）1月 - 根室郡外九郡役所（根室花咲野付標津目梨国後得撫新知占守色丹郡役所）の管轄となる。
- 明治19年（1886年）
  - 1月26日 - 廃県置庁により北海道庁根室支庁の管轄となる。
  - 2月 - 根室支庁が廃止。
- 明治30年（1897年）11月5日 - 郡役所が廃止され、根室支庁の管轄となる。
- 明治40年（1906年） - 日露漁業協約により本格的な北洋漁業が開始し、次第に漁業シーズンには季節労働者で賑わうようになる。
- 昭和15年（1940年）9月 - 陸軍築城部が占守島要塞建設に着手。幌筵島の柏原や擂鉢にもアメリカ軍に備えて軍の飛行場や地下病院が建設された（北千島臨時要塞）。
- 昭和20年（1945年）
  - 8月18日 - ソ連軍が占守島北部の竹田浜に上陸し、日本軍が応戦（占守島の戦い）。
  - 9月2日 - 日本政府が降伏文書に調印、同時に一般命令第1号により、ソ連占領下となる。
- 昭和21年（1946年）
  - 1月29日 - GHQ指令第677号により、日本政府の行政権が正式に停止。
  - 2月2日 - ソ連が自国領（サハリン州）に編入。
- 昭和27年（1952年）4月28日 - 日本政府がサンフランシスコ講和条約により領有権を放棄。
- 平成22年（2010年）4月1日 - 「北海道総合振興局及び振興局の設置に関する条例（平成21年3月31日公布）」[6]が施行。旧条例である北海道支庁設置条例（昭和23年9月27日 条例第44号）は、根室支庁の管轄区域を「野付郡、標津郡、目梨郡、国後郡、色丹郡、択捉郡、紗那郡、蘂取郡、得撫郡、新知郡、占守郡」としていたが、北海道総合振興局及び振興局の設置に関する条例は、根室振興局の管轄区域を「別海町、中標津町、標津町、羅臼町、色丹村、国後郡泊村、留夜別村、留別村、紗那村、蘂取村」とした。また「財務省組織規則の一部を改正する省令（平成21年10月26日 財務省令第67号）」[7]による財務省組織規則の改正（税務署の管轄区域を定める別表第九から除外）された。これらの改正により法令上も消滅[8]。

## 人口
国勢調査の結果のうち、1925年（大正14年）から1935年（昭和10年）のデータは、1935年（昭和10年）の国勢調査報告による。
- 明治17年（1884年） - 先住アイヌ（約100人）を移住させ、無人化。
- 明治29年（1896年） - 拓殖団が入植（57人）。
- 明治36年（1903年） - 占守島の定住者170人（男100人、女70人）（郡司成忠#第二次千島拓殖）。
- 大正9年（1920年） - 第1回国勢調査 3,070人（男2444人、女626人）、世帯数89[10]。
- 大正14年（1925年） - 第2回国勢調査 450人。
- 昭和5年（1930年） - 第3回国勢調査 424人。
- 昭和10年（1935年） - 第4回国勢調査 2,820人（男2,530人、女290人）、うち常住人口132人。
- 昭和15年（1940年） - 第5回国勢調査 1,805人（男1,729人、女76人）、世帯数104[11]。
- 昭和20年（1945年） - 国勢調査は行われなかったが、多数の民間人（約2,000人）と守備隊（陸軍約23,000人、海軍約1,500人）が滞在していた（占守島の戦い#民間人）。

## 行政
特記なき場合『根室・千島歴史人名事典』による。
根室郡外八郡長
| 代 | 氏名     | 就任年月日                | 退任年月日         | 備考                         |
| -- | -------- | ------------------------- | ------------------ | ---------------------------- |
| 1  | 和田正苗 | 明治13年（1880年）7月15日 | 明治18年（1885年） | 花咲郡の一部から色丹郡が分立 |

根室郡外九郡長
| 代 | 氏名     | 就任年月日                 | 退任年月日                | 備考                                   |
| -- | -------- | -------------------------- | ------------------------- | -------------------------------------- |
| 1  | 松下兼清 | 明治18年（1885年）         | 明治19年（1886年）        |                                        |
| 2  | 広田千秋 | 明治19年（1886年）12月     | 明治22年（1889年）        |                                        |
| 3  | 細川碧   | 明治22年（1889年）7月      | 明治23年（1890年）7月     |                                        |
| 4  | 高岡直吉 | 明治23年（1890年）8月11日  | 明治28年（1895年）12月3日 |                                        |
| 5  | 林悦郎   | 明治28年（1895年）12月18日 | 明治30年（1897年）11月5日 | 根室郡外九郡役所を廃し根室支庁を置く。 |